# Günter Sonneborn
Günter Sonneborn (* 16. Januar 1921; † 2001 in Baden-Baden) war ein deutscher Komponist, Musikproduzent und Musikbearbeiter.
Er veröffentlichte seine Werke unter seinem Namen als auch unter den Künstlernamen Thomas Gronau und Peter Krassin.

## Werdegang
Günter Sonneborn bekam mit 8 Jahren Unterricht in Musik. Im Alter von 16 Jahren war er bereits 2. Konzertmeister eines Jugend-Sinfonie-Orchesters in Essen. 1940 schloss er die Schule mit dem Abitur ab.
Nach kurzem Studium wurde er während des Zweiten Weltkrieges in Berlin bei der Wehrmacht eingesetzt und gelangte in sowjetische Kriegsgefangenschaft, die bis 1949 andauerte. In Gefangenschaft konnte er musikalisch arbeiten und war zuletzt Leiter des Lager-Orchesters.
1950–1959 war Sonneborn im Düsseldorfer Apollo-Theater beschäftigt, ab 1960 arbeitete er freischaffend. Als vielbeschäftigter Produzent und Musikbearbeiter erstellte er zahlreiche Verlags-Druckbearbeitungen.

## Werke
- Im Tal Der Loreley (The Gunter Sonneborn Orchestra)
- Ein Winzermädchen ist mein Schatz – So soll es sein. Walzerlied. (The Gunter Sonneborn Orchestra)
- Weitere: siehe unter Weblinks

## Preise
- 2. Preis: Deutscher Schlager-Wettbewerb 1969 für „Stille Wasser, die sind tief“

- 3. Preis: Deutscher Schlager-Festspiele 1963 für „Lach doch, wenn's zum weinen nicht reicht“[2]